# Denys Forov
Denys Mykolajovič Forov (* 3. prosince 1984 Žmerynka) je bývalý ukrajinský zápasník – klasik, který v juniorské věku reprezentoval Rusko a v dospělém věku Arménii.

## Sportovní kariéra
Zápasení se věnoval od 10 let. V Charkově se začal specializovat na řecko-římský styl pod vedením Vjačeslava Chruslova. Od roku 2001 se připravoval v severoosetském Vladikavkazu v tréninkové skupině Vladimira Urujmagova. Potom co se neprosazoval v ruském reprezentaci přijal v roce 2006 nabídku reprezentovat Arménii ve váze do 84 kg. V roce 2008 se kvalifikoval na olympijské hry v Pekingu, kde prohrál ve čtvrtfinále po vyrovnaném průběhu s Arou Abra'amjanem ze Švédska 1:2 na sety. Od roku 2011 dostával v arménské reprezentaci přednost Artur Ša'injan.

## Výsledky
| Turnaj             | Ukrajina | Rusko | Rusko | Rusko | Rusko | Arménie | Arménie | Arménie | Arménie | Arménie |
| Turnaj             | 2001     | 2002  | 2003  | 2004  | 2005  | 2006    | 2007    | 2008    | 2009    | 2010    |
| Turnaj             | 17       | 18    | 19    | 20    | 21    | 22      | 23      | 24      | 25      | 26      |
| Turnaj             | -76      | -76   | -84   | -84   | -84   | -84     | -84     | -84     | -84     | -84     |
| ------------------ | -------- | ----- | ----- | ----- | ----- | ------- | ------- | ------- | ------- | ------- |
| Olympijské hry     |          |       |       | —     |       |         |         | úč.     |         |         |
| Mistrovství světa  | —        | —     | —     |       | —     | —       | úč.     |         | —       | úč.     |
| Mistrovství Evropy | —        | —     | —     | —     | —     | 2.      | úč.     | —       | úč.     | —       |
| MS juniorů         | —        |       | 1.    |       |       |         |         |         |         |         |
| ME juniorů         |          | 1.    |       | —     |       |         |         |         |         |         |
| ME dorostenců      | 3.       |       |       |       |       |         |         |         |         |         |